# Jagdfliegergeschwader 3
Das Jagdfliegergeschwader 3 (JG-3) trug den Ehrennamen „Wladimir Komarow“ und war ein fliegender Verband in Regimentsstärke der NVA-Luftstreitkräfte in direkter Unterstellung der 1. Luftverteidigungsdivision.

## Geschichte
Das Geschwader wurde am 14. Dezember 1954 als 3. Kommando des 1. Aeroklubs aufgestellt. Am 24. August 1956 wurde es als 3. Fliegergeschwader in die NVA übernommen. Am 1. Dezember 1961 erfolgte die Umbenennung in Jagdfliegergeschwader 3 (JG-3) und am 1. März 1971 wurde dem Geschwader der Traditionsname „Wladimir Komarow“ verliehen. Flugdiensttage waren normalerweise Dienstag, Donnerstag und Sonnabend. Das Geschwader gehörte zur 1. Luftverteidigungsdivision (1. LVD) Cottbus.
Der letzte Flug als NVA-Truppenteil fand am 27. September 1990 statt. Das für diesen Flug eingesetzte Flugzeug war die MiG-29 „604“ in entsprechender Sonderbemalung.
Am 3. Oktober 1990 wurde das Geschwader in die Luftwaffe der Bundeswehr übernommen. Es flog zunächst unter der Bezeichnung JG-3 weiter, jedoch ohne den Traditionsnamen. Am 1. April 1991 wurde aus den beiden MiG-29-Staffeln das Erprobungsgeschwader MiG-29 gebildet. Daraus wurde am 1. Juni 1993 das Jagdgeschwader 73 (JG 73), das 1994 nach Laage verlegt wurde.
Die MiG-29 wurden bis 2004 genutzt und dann an die Polnische Luftwaffe abgegeben.
Das heutige TaktLwG 73 „S“ in Laage ging aus der Zusammenlegung des Jagdbombergeschwader 35 aus Pferdsfeld und dem Erprobungsgeschwader MiG-29 hervor.

## Kommandeure JG-3
| Dienstgrad, Name                | Dienstzeit | Bemerkung                              |
| ------------------------------- | ---------- | -------------------------------------- |
| Oberleutnant Walter Lobner      | 1954–1956  | später Generalmajor Kommando LSK/LV    |
| Hauptmann Roland Peters         | 1956–1958  |                                        |
| Major Günter Ifland             | 1958–1959  |                                        |
| Major Wolfgang Gleis            | 1959–1964  | später Kommandeur TG-44                |
| Oberstleutnant Walter Grosse    | 1964–1968  | später Kommandeur JG-7                 |
| Oberstleutnant Hans-Peter Otto  | 1968–1975  | 1974 Verdienter Militärflieger der DDR |
| Oberstleutnant Dieter Paul      | 1975–1978  |                                        |
| Oberstleutnant Norbert Wechsel  | 1978–1980  |                                        |
| Oberstleutnant Bernd Schneider  | 1980–1982  |                                        |
| Oberstleutnant Gerhard Reuschel | 1982–1986  | später Generalmajor Kommandeur 1. LVD  |
| Oberstleutnant Ralf Wukasch     | 1980–1982  |                                        |
| Oberstleutnant Wolfgang Kilian  | 1987–1990  |                                        |

## Eingesetzte Flugzeugtypen

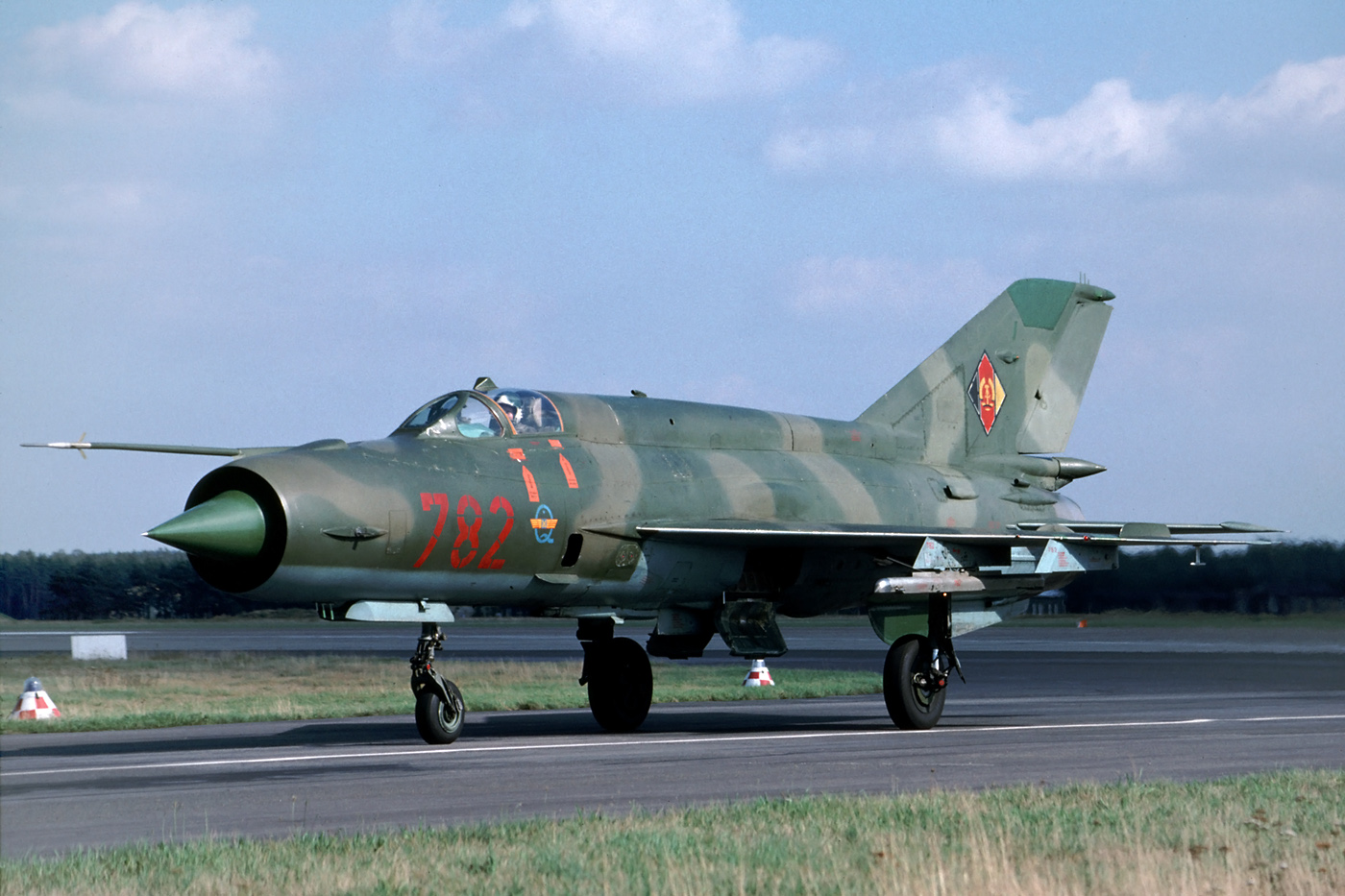
MiG-21MF des JG-3 in Preschen (1990)

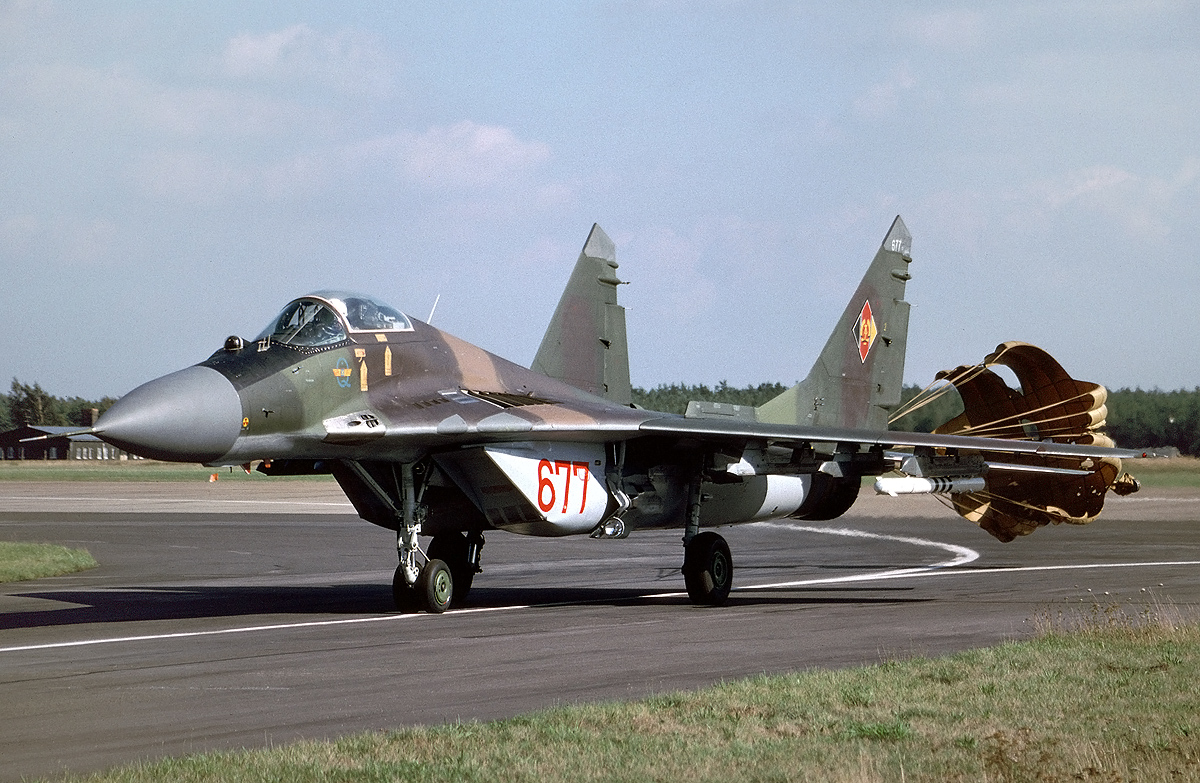
Eine MiG-29A des JG-3 nach der Landung in Preschen (1990)

Im JG-3 wurden fast ausschließlich Flugzeuge des sowjetischen Konstruktionsbüros MiG eingesetzt. Abgesehen von der Jak-11 und der Jak-18 waren alle eingesetzten Muster Strahlflugzeuge. Die Buchstaben hinter den Typennummern kennzeichnen die einzelne Version des Flugzeugtyps.
| Flugzeugtyp        | Einsatzzeitraum |
| ------------------ | --------------- |
| Jak-11, Jak-18     | 1954–1956       |
| MiG-15bis          | 1956–1959       |
| MiG-15UTI          | 1962–1969       |
| MiG-17F            | 1957–1963       |
| MiG-19S, MiG-19PM  | 1959–1968       |
| MiG-21F-13         | 1963–1985       |
| MiG-21U            | 1965–1985       |
| MiG-21SPS          | 1968–1982       |
| MiG-21SPS-K        | 1968–1976       |
| MiG-21US           | 1970–1989       |
| MiG-21M            | 1969–1982       |
| MiG-21UM, MiG-21MF | 1972–1990       |
| MiG-29A, MiG-29UB  | 1988–1990       |

Die 20 MiG-29A und vier zweisitzige MiG-29UB wurden 1990 in die Luftwaffe der Bundeswehr übernommen. Eine davon ging bei einem Absturz am 25. Juni 1996 verloren, eine weitere Maschine wurde ins Militärhistorisches Museum Flugplatz Berlin-Gatow überführt. Die restlichen 22 Flugzeuge wurden 2003 zu einem symbolischen Gesamtpreis von einem Euro an Polen übergeben und bis zum 4. August 2004 dorthin überführt. Bis dahin waren diese Jagdflugzeuge beim Jagdgeschwader 73 „Steinhoff“ in Rostock-Laage im Einsatz.

## Trivia
Umgangssprachlich wurde dieser Jagdfliegerverband als „Bockwurstgeschwader“ bezeichnet; eine Persiflage auf die Eigenkreation des Geschwaders: „Bockwurstverpflegung in Varianten!“.